# Gregorio de Santiago Vela
Gregorio de Santiago Vela (Saldaña, 28 de noviembre de 1865 - Madrid, 9 de mayo de 1924) fue un religioso agustino, sacerdote, misionero y bibliófilo español.  

## Biografía

### Primeros años
Hijo primogénito de Juan de Santiago y Victoria Vela, panaderos en Saldaña (provincia de Palencia), hizo sus primeros estudios en la escuela local y los prosiguió en Carrión de los Condes hasta que a los dieciséis años de edad entró como novicio en el Seminario de los agustinos de Valladolid, donde tomó los votos el año siguiente.   Tras completar el bienio de Filosofía en el mismo convento, cursó Teología en el monasterio de Santa María de la Vid de la provincia de Burgos y en el de El Escorial de Madrid hasta completar la carrera eclesiástica en 1889.

### En Asia
Ese mismo año partió para Filipinas, donde en 1890 recibió el presbiterado en el convento de agustinos de Manila de manos del metropolitano Bernabé García Cezón.  De allí fue enviado a Oslob, en Cebú, como coadjutor del párroco Mauricio Álvarez, a quien sucedió en 1893.  
Con el avance de la Revolución filipina, en noviembre de 1898 se vio obligado a refugiarse en Manila junto con otros religiosos.  Poco después fue destinado a Macao, en China, donde permaneció hasta que en marzo de 1901 regresó a Manila.  En enero de 1902 fue destinado al convento del Santo Niño de Cebú donde ejerció como profesor durante los ocho años siguientes, quitando breves periodos en los que ofició como párroco coadjutor en Bolhoon o profesor en Iloilo.  Fue en esta época cuando escribió y publicó Mga paquigpulong sa iningles ug binisaya  ("Manual de conversación en inglés y bisaya", Manila, 1905) y un devocionario titulado Bato-balani sa calag ("Imán del alma", Barcelona, 1907).

### Regreso a España
En 1910 se embarcó de regreso a España, donde después de pasar tres años en el seminario de Valladolid se estableció definitivamente en Madrid.   
Fue lector de los agustinos desde 1913 y definidor provincial desde 1920.  Considerado dentro de su orden como un "ratón de biblioteca", durante su estancia en la capital se dedicó a recorrer archivos y bibliotecas acumulando abundante material de investigación, centrado especialmente en la historia de los agustinos.  
Colaborador habitual de las revistas España y América y Archivo Histórico Hispano-Agustiniano y desde 1914 director de esta última, en la que publicó cerca de doscientos artículos, 
su mayor y más apreciada obra fue Ensayo de una Biblioteca ibero-americana de la Orden de San Agustín, una recopilación de biografías y bibliografías de autores agustinos por orden alfabético cuyo primer volumen apareció en 1913, basada en el Catálogo de escritores agustinos españoles, portugueses y americanos que Bonifacio Moral había publicado en la Revista Agustiniana entre 1881 y 1908.
El 26 de febrero de 1924 fue elegido académico correspondiente de la Real Academia de la Historia, aunque no tuvo tiempo a ejercer como tal: la arteriosclerosis renal que padecía hacía tiempo desembocó en una uremia que le produjo la muerte el mayo siguiente a los cincuenta y ocho años de edad sin haber visto terminada la publicación de su obra.  El cuarto volumen, que incluía las iniciales J-L, nunca llegó a ver la luz, pues deseoso de investigar más a fondo la obra de fray Luis de León decidió postergarlo para documentarse mejor;  los volúmenes séptimo y octavo fueron publicados tras su muerte por Pedro Abella y Julián Zarco, respectivamente, hasta completar la que "todavía hoy constituye la mejor bibliografía en lengua española sobre la Orden de San Agustín".